# Planche des Belles Filles
La Planche des Belles Filles és un cim de la serralada dels Vosges que s'eleva fins als 1.148 metres d'altitud, que es troba sobre la comuna de Plancher-les-Mines, a la vall del Rahin, a l'Alt Saona i la regió del Franc Comtat. El seu nom prové d'una llegenda sobre un episodi de la Guerra dels Trenta Anys, en què les nenes d'uns llogarets veïns es van suïcidar per escapar dels mercenaris suecs. Els dipòsits de minerals metàl·lics formats fa 40 milions d'anys foren explotats entre els segles xv i xviii en diverses mines excavades als vessants del turó. Durant la Segona Guerra Mundial un miler de guerrillers s'hi van refugiar abans de llançar un atac a la vall.
Actualment és conegut per la seva estació d'esports d'hivern, però també per les seves activitats turístiques i vinculades al ciclisme, com és l'arribada de diverses etapes del Tour de França a partir del 2012.
Al seu cim hi ha una estació d'esquí que compta amb tres remuntadors i quatre pistes principals de dificultat variable entre verd i negra. Hi ha nombrosos camins que permeten accedir al Ballon d'Alsace, al coll de Querty o fins i tot a les comunes de Lepuix, Auxelles-Haut, Giromagny o Plancher-les-Mines.

## Detalls de l'ascensió
Des de Plancher-les-Mines l'ascensió té 5,9 quilòmetres en què se superen 503 metres fins als 1.035 metres, que és on se situa l'arribada, amb un desnivell mitjà del 8,5% i rampes màximes que se situen entre el 22% i el 28% en el tram final.

### Tour de França
La primera aparició al Tour de França va tenir lloc en l'edició del 2012, quan fou final de la 7a etapa, el 7 de juliol. L'etapa fou guanyada per Chris Froome amb el seu company d'equip del Team Sky, Bradley Wiggins, fent-se amb el mallot groc.
Dos anys després fou l'arribada de la 10a etapa.
| Any  | Etapa | Inici de l'etapa | Distància (km) | Categoria | Vencedor d'etapa      |
| ---- | ----- | ---------------- | -------------- | --------- | --------------------- |
| 2022 | 7     | Tomblaine        | 176            | 1         | Tadej Pogačar (SLO)   |
| 2020 | 20    | Lure             | 36 (CRI)       | 1         | Tadej Pogačar (SLO)   |
| 2019 | 6     | Mulhouse         | 157            | 1         | Dylan Teuns (BEL)     |
| 2017 | 5     | Vittel           | 160            | 1         | Fabio Aru (ITA)       |
| 2014 | 10    | Mulhouse         | 199            | 1         | Vincenzo Nibali (ITA) |
| 2012 | 7     | Tomblaine        | 161,5          | 1         | Chris Froome (GBR)    |